# Фискальные марки Багамских Островов
Было выпущено очень мало фискальных марок Багамских Островов, поскольку большую часть времени в фискальных целях использовались почтовые и гербовые марки двойного назначения. В таком качестве они использовались с 1860-х годов по 1950-е годы. Известно несколько штампованных гербовых марок, предназначенных только для фискальных целей и выполненных в ярко-красном цвете, которые были в обращении в 1950-х годах. Могут также существовать аналогичные марки, но с бесцветным тиснением.
Серия марок национального страхования (англ. «National Insurance») была выпущена примерно в 1970-х или 1980-х годах. Известна только одна марка номиналом 7,95 долларов с изображением национальной птицы островов — фламинго, но в основе отчислений на национальное страхование лежали шесть групп сумм заработной платы, поэтому было выпущено по меньшей мере ещё пять марок. Национальное страхование было введено Багамскими Островами 7 октября 1974 года, а использование марок для уплаты отчислений прекратилось в 1984—1986 годах.
В сентябре 2013 года была выпущена акцизная марка для уплаты акцизного налога на табачные изделия в соответствии с Законом о контроле за акцизными марками (табачные изделия) (Excise Stamp (Tobacco Products) Control Act, № 27 от 2013 года). На марке изображены фламинго и штрих-код, при этом она наклеивается на упаковку табачных изделий, таких как сигареты.